# Norbanus obscurus
Norbanus obscurus är en stekelart som först beskrevs av Masi 1922.  Norbanus obscurus ingår i släktet Norbanus och familjen puppglanssteklar. Inga underarter finns listade i Catalogue of Life.